# Zmelkoow
Zmelkoow je slovenska rock/pop skupina s Primorske. Sestavljajo jo Goga Sedmak, Žare Pavletič, Aleš Koščak, Anuša Podgornik, Eva Brajkovič in Aleksandra Čermelj. Znani so po svojih nenavadnih besedilih, ki segajo od samo »odštekanih« do naravnost morbidnih. Njihov prvi večji hit je bila pesem »Čau sonček!« z albuma Kdo se je zbral?, širša slovenska javnost pa jih je spoznala leta 1999 z uspešnico »Bit« z albuma Dej, nosorog, pazi kam stopaš. Njihov menedžer je koprski kulturni aktivist Boris Furlan, znan pod vzdevkom Primitivc.

## Diskografija

### Albumi
- Kdo se je zbral? - CD/MC (1994)
- Čiko Pajo in Pako - CD/MC  (1996)
- Srebrna - CD/MC  (1997)
- Dej, nosorog, pazi kam stopaš - CD/MC  (1999)
- Izštekani pri Juretu Longyki - CD/MC  (2000)
- Superheroji v akciji -  CD/MC  (2001)
- Plošča - CD (2004)
- Kolekcija jesen 93 – poletje 07 - 2CD (2007)
- Čista jajca? - CD (2009)
- Pionirji divergentnega marketinga - CD (2016)
- 10/10 - CD (2022)

### Singli in EP-ji
- Streloowod + Brrr... + Čau sonček - 7" vinyl (1993)
- Yo! - 7" vinyl (1994)
- Napačen planet - 3" CD (1996)
- Klub ljudi z resnimi težavami + 2 remixa Pljuvam skozi okno - Shape CD (1997)
- Kishta (Moj računalnik je neumna kišta!!) - 10" Vinyl EP (1998)
- Zdej en dan v srednjem veku - 5" CD  (15. oktober 2007)
- Kino Šiška EP - 5" CD (22. oktober 2011)
- Malo dnarja, malo muzike - EP (2015)

### Video
- U epizodi: Terasa Bend - VHS (2000)